# Нептунат(VII) лития-бария
Нептунат(VII) лития-бария — неорганическое соединение,
комплексный оксид нептуния, бария и лития
с формулой Ba2LiNpO6,
кристаллы.

## Получение
- Нагревание смеси пероксидов лития, бария и оксида нептуния(VI):

{\displaystyle {\mathsf {Li_{2}O_{2}+4BaO_{2}+2NpO_{3}\ {\xrightarrow {400-600^{o}C}}\ 2Ba_{2}LiNpO_{6}+2O_{2}}}}

## Физические свойства
Нептунат(VII) лития-бария образует кристаллы
кубической сингонии,
пространственная группа F m3m,
параметры ячейки a = 0,8367 нм, Z = 4.